# Warren Barguil
Warren Barguil (ur. 28 października 1991 w Hennebont) – francuski kolarz szosowy.
Mistrz Francji 2009 juniorów w wyścigu ze startu wspólnego. Wygrał Tour de l’Avenir w 2012 roku. Startował w Tour de Pologne 2013, zajmując 17. miejsce w klasyfikacji generalnej.
Zwycięzca 13. i 16. etapu Vuelta a España w 2013 roku.

## Najważniejsze osiągnięcia
2009
- 1. miejsce w mistrzostwach Francji juniorów (start wspólny)

2011
- 1. miejsce na 7. etapie Tour de l’Avenir

2012
- 1. miejsce w Tour de l’Avenir
  - 1. miejsce na 4. etapie
- 3. miejsce w Tour Alsace

2013
- 1. miejsce na 13. i 16. etapie Vuelta a España
- 4. miejsce w Rund um Köln

2014
- 9. miejsce w Volta a Catalunya
- 8. miejsce w Vuelta a España

2015
- 9. miejsce w Clásica de San Sebastián
- 9. miejsce w Grand Prix Cycliste de Québec

2016
- 6. miejsce w Liège-Bastogne-Liège
- 3. miejsce w Tour de Suisse

2017
- 10. miejsce w Tour de France
  -  1. miejsce w klasyfikacji górskiej
  - 1. miejsce na 13. i 18. etapie

2019
- 10. miejsce w Tour de France

2021
- 1. miejsce w Tour du Limousin
- 2. miejsce w Grand Prix de Wallonie

2022
- 1. miejsce na 5. etapie Tirreno-Adriático
- 1. miejsce w Grand Prix Miguel Indurain
- 3. miejsce w Brabantse Pijl

2024
- 1. miejsce na 1. etapie Tour of Denmark

## Starty w Wielkich Tourach
| Grand Tour | 2013 | 2014 | 2015 | 2016 | 2017 | 2018 | 2019 | 2020 | 2021 | 2022 | 2023 | 2024 |
| ---------- | ---- | ---- | ---- | ---- | ---- | ---- | ---- | ---- | ---- | ---- | ---- | ---- |
| Giro       | -    | -    | -    | -    | -    | -    | -    | -    | -    | -    | 17.  | -    |
| Tour       | -    | -    | 14.  | 23.  | 10.  | 17.  | 10.  | 14.  | DNF  | DNF  | 22.  | 40.  |
| Vuelta     | 38.  | 8.   | -    | DNF  | DNF  | -    | -    | -    | -    | -    | -    | -    |

## Rankingi
| Rok              | 2011 | 2012 | 2013 | 2014 | 2015 | 2016 | 2017 | 2018 | 2019 | 2020 | 2021 | 2022 | 2023 | 2024 |
| ---------------- | ---- | ---- | ---- | ---- | ---- | ---- | ---- | ---- | ---- | ---- | ---- | ---- | ---- | ---- |
| UCI World Tour   |      |      | 101. | 52.  | 97.  | 30.  | 37.  | -    |      |      |      |      |      |      |
| World Ranking    |      |      |      |      |      | 62.  | 56.  | 165. | 100. | 36.  | 70.  | 42.  | 114. | 229. |
| UCI Europe Tour  | 486. | 69.  |      |      |      | 801. | 901. | 199. | 82.  | 29.  | 59.  | 35.  | 92.  | -    |
| UCI America Tour | 198. | -    |      |      |      | -    | -    | -    |      |      |      |      |      |      |
|                  |      |      |      |      |      |      |      |      |      |      |      |      |      |      |
| Źródło: UCI      |      |      |      |      |      |      |      |      |      |      |      |      |      |      |